# Vindum Sogn
Vindum Sogn er et sogn i Viborg Østre Provsti (Viborg Stift).
I 1800-tallet hørte Vindum Sogn til Middelsom Herred i Viborg Amt. Vindum var en selvstændig sognekommune. Ved kommunalreformen i 1970 blev den indlemmet i Bjerringbro Kommune, som ved strukturreformen i 2007 indgik i Viborg Kommune.
I Vindum Sogn ligger Vindum Kirke fra Middelalderen og Brandstrup Kirke fra 1869.
I sognet findes følgende autoriserede stednavne:
- Brandstrup (bebyggelse, ejerlav)
- Faldborg (bebyggelse)
- Fårup (bebyggelse, ejerlav)
- Fårup Mark (bebyggelse)
- Nørremose (areal)
- Overgårde (bebyggelse)
- Rødkærsbro (bebyggelse)
- Skovmark (bebyggelse)
- Stenhuse (bebyggelse)
- Tindsminde (bebyggelse)
- Vindum (bebyggelse, ejerlav)
- Vindum Hede (bebyggelse)
- Vindum Mark (bebyggelse)
- Vindum Overgård (ejerlav, landbrugsejendom)
- Vindum Skov (areal)
- Vindumskov (bebyggelse)